# Eran Riklis
Pour les articles homonymes, voir Riklis.
Eran Riklis (en hébreu : ערן ריקליס), né le 2 octobre 1954 à Beer-Sheva est un réalisateur, producteur de cinéma et scénariste israélien qui remporta en 2010 un Ophir pour son film Le Voyage du directeur des ressources humaines.

## Biographie
Son père travaille comme diplomate au Brésil et il suit les cours à l'école américaine pendant son adolescence
- Formation : National Film and Television School, Université de Tel Aviv
- Sélections : Prix du cinéma européen du meilleur scénariste, Prix David di Donatello du meilleur film de l'Union européenne

## Filmographie
- 1977 ׃ Court métrage (film de fin d'études) : בלוז להאזנה קלה
- 1984 : B'Yom Bahir Ro'im et Dameshek
- 1992 : La Dernière Finale (Gmar Gavi'a)
- 1993 : Zohar (he)
- 1999 : Vegvul Natan
- 1999 : Tzomet volkan
- 2002 : Pituy
- 2004 : La Fiancée syrienne
- 2008 : Les Citronniers
- 2010 : Le Voyage du directeur des ressources humaines
- 2011 : Playoff
- 2013 : Zaytoun
- 2014 : Mon fils (en hébreu, ערבים רוקדים)
- 2014 : Love Letter to Cinema (Michtav Ahava LaKolnoa, moyen-métrage collectif)
- 2017 : Le Dossier Mona Lina (מסתור, en hébreu)
- 2019 : Spider in the Web
- 2024 : Lire Lolita à Téhéran

## Distinctions
- 2010 : Ophir dans la catégorie "meilleur film" pour le film "Le voyage du directeur des ressources humaines"
- 2016 : Cyclo d'or d'honneur au Festival international des cinémas d'Asie de Vesoul.